# Olimpíada de Larisa
Olimpíada de Larisa (grec antic: Ὀλυμπιάς, llatí: Olympias) era una filla de Policlet de Larisa. Es va casar amb Demetri el Bell de Cirene, amb qui va ser mare d'Antígon III Dosó, que després va arribar al tron de Macedònia.